# Općina Kuzma
Općina Kuzma (slo.:Občina Kuzma) je općina u sjeveroistočnoj Sloveniji u pokrajini Prekmurje i statističkoj regiji Pomurje. Središte općine je naselje Kuzma s 376 stanovnika.

## Zemljopis
Općina Kuzma nalazi se u sjeveroistočnome dijelu Slovenije na granici s Austrijom i u blizini Mađarske. To je najsevernija općina u državi. Općina se prostire u krajnjem sjevernom dijelu pokrajine Prekomurje, koji pripada pobrđu Goričko.
U općini vlada umjereno kontinentalna klima.
Na području općine nema većih vodotoka, a cijela općina je u slivu rijeke Mure.

## Naselja u općini
Dolič, Gornji Slaveči, Kuzma, Matjaševci, Trdkova

## Vanjske poveznice
- Službena stranica općine